# Lac de la Mutche
Der Lac de la Mutche oder Étang de la Mutche ist ein See mit einer Oberfläche von 160 ha und liegt im französischen Département Moselle der Region Grand Est zwischen den Flüssen Mosel und Saar nahe dem Ort Morhange. Südwestlich des Sees verläuft die Bahnstrecke Metz–Sarrebourg.

## Hydrologie
Der See entwässert über den Ruisseau de Betz und die Rotte in den Oberlauf der Französischen Nied. Seit 1993 ist ein Klärwerk angeschlossen, dass täglich 179 m3 gereinigtes See-Wasser in die Rotte leitet.

## Umwelt
Am 8. Dezember 2010 ereignete sich in einem Kunststoff-produzierendem Betrieb zwischen dem See und der südöstlich gelegenen Ortschaft Morhange eine Leckage, die in großem Maße Polymere freisetzte. Diese verteilten sich unter anderem über dem See und führten zu einem vermehrten Vogelsterben.
Im Sommer 2011 wurden vom Stromversorger Électricité de France die nahe dem See vorbeiführenden 20.000-Volt-Überlandleitungen mit reflektierenden Warnmarkierungen versehen, um vorbeifliegende Vögel vor dem Lichtbogen-Tod zu schützen. Im März waren bei schlechtem Wetter zwei Schwäne unterhalb der Masten tot aufgefunden worden.

## Freizeit
Der See hat für Touristen eine gute Infrastruktur mit Sandbadestrand unter Badeaufsicht, Segeln, Windsurfen, Tretboot, Wassergarten, Kajak, Fußwanderungen und Mountainbike sowie Angeln. Am Nordufer befindet sich ein Feriendorf mit einem Freizeitzentrum. Angeschlossen ist ein Campingplatz mit 110 Stellplätzen.